# Морис
Вижте пояснителната страница за други личности с името Морис.
Морис Де Бевере (на нидерландски: Maurice De Bevere), известен само като Морис (на нидерландски: Morris), е белгийски художник – автор на комикси, илюстратор и карикатурист.

## Биография
Роден е на 1 декември 1923 година в Кортрейк. През 1946 година създава поредицата комикси за Лъки Люк, върху която работи до края на живота си, от средата на 1950-те години в сътрудничество с Рене Госини.
Морис умира на 16 юли 2001 година в Брюксел.